# Элеватор (Липецкая область)
Элева́тор — посёлок в Усманском районе Липецкой области России. Входит в состав Никольского сельсовета.

## География
Посёлок находится в юго-восточной части Липецкой области, в лесостепной зоне, в пределах Окско-Донской равнины, к востоку от железнодорожной линии Грязи — Воронеж, на расстоянии примерно 3 км (по прямой) к северу от города Усмань, административного центра района. Абсолютная высота — 166 м над уровнем моря.
Климат
Климат умеренно континентальный с тёплым летом и умеренно холодной зимой. Абсолютный минимум температуры воздуха самого холодного месяца (января) составляет −39°С; абсолютный максимум самого тёплого (июля) — 38°С. Среднегодовое количество атмосферных осадков — 511 мм. Максимальное количество осадков выпадает в период с мая по октябрь.
Часовой пояс
Посёлок Элеватор, как и вся Липецкая область, находится в часовой зоне МСК (московское время). Смещение применяемого времени относительно UTC составляет +3:00.

## Население
| 2010 | 2011 |
| ---- | ---- |
| 33   | →33  |

Гендерный состав
По данным Всероссийской переписи населения 2010 года, в гендерной структуре населения мужчины составляли 51, 5 %, женщины — соответственно 48,5 %.